# 麦西慕
拿督斯里邦里玛麦西慕（1953年10月26日—），马来西亚政治人物，为沙巴团结党党员。从1995年马来西亚大选至2022年代表国民阵线当选为沙巴哥打马鲁都的国会议员。
他是前沙巴首席部长百林吉丁岸和两天任期的沙巴国家团结党（立新党）前沙巴副首席部长杰菲利吉丁岸的外甥，也是沙巴团结党代主席。2004年大選后，他受委为国阵政府首相署部长，负责国民服务计划纳入国防部。之后在2008年至2013年担任科学、工艺与革新部长。2013年至2018年担任能源、水務與綠色工藝部长。2020年至2021年，担任国盟政府首相署部长，负责沙巴及砂拉越事务。

## 生平
1995年，麦西慕當選国会议员，2004年大選後，被首相阿都拉·巴达威任命為首相署部長，負責民族團結、馬來西亞國民服務的徵兵計畫。他同時也是沙巴州丹狄（Tandek）的議員，直到2008年。
2008年大選後，擔任科学、工艺与革新部长，2013年大選後，擔任能源、水務與綠色工藝部长。
2020年馬來西亞政治危機時期，受委為慕尤丁内閣首相署部长，负责沙巴及砂拉越事务。

## 名言
“我们将坚持立场，即使联邦政府意图推行伊斯兰化政策，虽然伊斯兰被列为官方宗教，但联邦宪法阐明人民享有宗教自由权利。”